# Saab 26
Saab 26 (planerad beteckning: Sk 26) var ett 1943 projekterat skolflygplan av SAAB på beställning från Kungliga Flygförvaltningen. Beställningen gick ut på att vidareutveckla Sk 14 till ett nytt modernt skolflygplan, alternativt att utveckla ett nytt skolflygplan direkt inspirerat av Sk 14, försett med infällbart landställ och ny motor. Som motor föreslog flygvapnet motorn Isotta-Fraschini Delta RC 351 (militär beteckning: IF Delta) som skulle tas från flygplanet S 16 när de så småningom skulle tas ur tjänst.
Den 11 mars 1944 lämnade SAAB ett förslag på ett flygplan typ 26 liknande Sk 14 med infällbart landningsställ, ny vinge och ny motor. När Flygvapnet efter andra världskriget fick tillfälle att köpa in North American T-6 Texan (som blev Sk 16) för överskottspriser, lade man ner projektet.